# EuroVelo 19
L’EuroVelo 19 (EV 19), également dénommée « Meuse à Vélo », est une véloroute EuroVelo faisant partie d’un programme d’aménagement de voie cyclable à l’échelle européenne. Longue de 1 050 km, elle relie Langres en France à Rotterdam aux Pays-Bas.

## Itinéraire
L'EuroVelo 19 comporte 6 étapes officielles :
- De Langres à Verdun ( France)
- De Verdun à Charleville-Mézières, sur les Traces de la Première Guerre Mondiale ( France)
- De Charleville-Mézières à Namur, via les Ardennes françaises et belges ( France,  Belgique)
- De Namur à Roermond, au sein du Patrimoine Culturel du Pays de la Meuse ( Belgique,  Pays-Bas)
- De Roermond à Den Bosch, à travers les Parcs Nationaux et les Villes Médiévales ( Pays-Bas)
- De Bois-le-Duc à la Mer du Nord, le long du Delta de la Meuse et du Rhin ( Pays-Bas)

Les principales villes traversées par pays sont :
| Pays     | Principales villes traversées (intersection avec les autres EuroVelo)                                 |
| -------- | --- |
| France   | Langres, Commercy, Verdun, Charleville-Mézières                                                       |
| Belgique | Dinant (EV 5), Namur (EV 5, EV 3), Liège (EV 3)                                                       |
| Pays-Bas | Maastricht, Venlo (EV 4), Dordrecht (EV 15), Hoek van Holland (EV 2, EV 12, EV 15), Rotterdam (EV 15) |

### France
De Mouzon à Givet (à la frontière belge), la EV 19 utilise la voie verte Trans-Ardennes.

### Belgique
En Belgique, la EV 19 est un itinéraire du réseau RAVeL, en grande majorité en site propre en dehors du trafic automobile.

### Pays-Bas
Aux Pays-Bas, la EV 19 utilise la LF Maasroute, un des itinéraires iconiques du réseau LF "Landelijke Fietsroutes".